# Live Barbarossa
Live Barbarossa - album koncertowy polskiego zespołu blackmetalowego Behemoth. Wydawnictwo ukazało się 28 lutego 2014 roku nakładem wytwórni muzycznej Nuclear Blast jako dodatek do niemieckiego czasopisma branżowego Legacy. Na płycie znalazł się występ zespołu zarejestrowany 26 września 2012 roku w  Jekaterynburgu. Zapis wideo tegoż występu ukazał się na płycie DVD jako materiał dodatkowy wraz z dziesiątym albumem studyjnym zespołu The Satanist (2014).

## Lista utworów
Opracowano na podstawie materiału źródłowego.
| Nr  | Tytuł utworu                  | Słowa                            | Muzyka      | Długość |
| --- | ----------------------------- | -------------------------------- | ----------- | ------- |
| 1.  | „Intro”                       | utwór instrumentalny             | Adam Darski | 2:44    |
| 2.  | „Ov Fire and the Void”        | Adam Darski                      | Adam Darski | 4:38    |
| 3.  | „Demigod”                     | Adam Darski                      | Adam Darski | 4:11    |
| 4.  | „Moonspell Rites”             | Adam Darski                      | Adam Darski | 7:20    |
| 5.  | „Conquer All”                 | Adam Darski                      | Adam Darski | 4:09    |
| 6.  | „Christians to the Lions”     | Adam Darski                      | Adam Darski | 5:05    |
| 7.  | „The Seed ov I”               | Adam Darski, Krzysztof Azarewicz | Adam Darski | 5:40    |
| 8.  | „Alas, Lord is Upon Me”       | Adam Darski                      | Adam Darski | 3:59    |
| 9.  | „Decade ov Therion”           | Krzysztof Azarewicz              | Adam Darski | 3:46    |
| 10. | „At the Left Hand ov God”     | Adam Darski, Krzysztof Azarewicz | Adam Darski | 5:11    |
| 11. | „Slaves Shall Serve”          | Krzysztof Azarewicz              | Adam Darski | 3:37    |
| 12. | „Chant for Ezkaton 2000 E.V.” | Krzysztof Azarewicz              | Adam Darski | 6:50    |
| 13. | „23 (The Youth Manifesto)”    | Adam Darski                      | Adam Darski | 4:33    |
| 14. | „Lucifer”                     | Tadeusz Miciński                 | Adam Darski | 9:34    |
|     |                               |                                  |             | 1:11:17 |

## Twórcy
Opracowano na podstawie materiału źródłowego.
| Zespół Behemoth w składzie - Adam "Nergal" Darski – wokal prowadzący, gitara rytmiczna, gitara prowadząca - Tomasz "Orion" Wróblewski – gitara basowa, wokal wspierający - Zbigniew "Inferno" Promiński – perkusja, instrumenty perkusyjne oraz - Patryk "Seth" Sztyber – gitara rytmiczna, gitara prowadząca, wokal wspierający |  | Dodatkowi muzycy - Adam Sierżęga – instrumenty perkusyjne (10) Produkcja - Arkadiusz "Malta" Malczewski – miksowanie i mastering audio |